# Йожеф Турай
Йожеф Турай (угор. Turay József, нар. 1 березня 1905, Егер — пом. 24 червня 1963, Будапешт) — угорський футболіст, що грав на позиціях нападника, а пізніше півзахисника. Виступав, зокрема, за клуби «Ференцварош» та МТК (Будапешт), а також національну збірну Угорщини. П'ятиразовий чемпіон Угорщини, володар Кубка Мітропи 1928 року, срібний призер Чемпіонату світу 1938 року

## Клубна кар'єра
До складу «Ференцвароша» приєднався 1926 року. Відіграв за клуб з Будапешта наступні сім сезонів своєї ігрової кар'єри. У складі «Ференцвароша» був одним з головних бомбардирів команди, маючи середню результативність на рівні 0,54 голу за гру першості.
1933 року уклав контракт з клубом МТК (Будапешт), у складі якого провів наступні сім років своєї кар'єри гравця. Більшість часу, проведеного у складі МТК, був основним гравцем команди.
Протягом 1940—1941 років захищав кольори команди клубу «Ганц».
До складу клубу «Уйвідеї» приєднався 1941 року. Відтоді встиг відіграти за команду 3 матчі в національному чемпіонаті.

## Виступи за збірну
1928 року дебютував в офіційних матчах у складі національної збірної Угорщини. Наразі провів у формі головної команди країни 48 матчів, забивши 11 голів.
У складі збірної був учасником чемпіонату світу 1938 року у Франції, де разом з командою здобув «срібло».
Помер 24 червня 1963 року на 59-му році життя у місті Будапешт.

## Статистика виступів

### Статистика виступів за збірну
| Дата       | Місто     | Господарі      | Результат | Гості                   | Турнір                   | Голи | Примітки        |
| ---------- | --------- | -------------- | --------- | ----------------------- | ------------------------ | ---- | --------------- |
| 22/04/1928 | Будапешт  | Угорщина       | 2 – 0     | Чехословаччина          | Кубок Центральної Європи | -    |                 |
| 07/10/1928 | Відень    | Австрія        | 5 – 1     | Угорщина                | Кубок Центральної Європи | -    |                 |
| 01/11/1928 | Будапешт  | Угорщина       | 3 – 1     | Швейцарія               | Кубок Центральної Європи | 1    |                 |
| 14/04/1929 | Берн      | Швейцарія      | 4 – 5     | Угорщина                | Кубок Центральної Європи | -    |                 |
| 05/05/1929 | Відень    | Австрія        | 2 – 2     | Угорщина                | товариський матч         | -    |                 |
| 08/09/1929 | Прага     | Чехословаччина | 1 – 1     | Угорщина                | Кубок Центральної Європи | -    | 61              |
| 01/05/1930 | Прага     | Чехословаччина | 1 – 1     | Угорщина                | товариський матч         | -    |                 |
| 11/05/1930 | Будапешт  | Угорщина       | 0 – 5     | Італія                  | Кубок Центральної Європи | -    | Капітан команди |
| 01/06/1930 | Будапешт  | Угорщина       | 2 – 1     | Австрія                 | товариський матч         | 1    |                 |
| 08/06/1930 | Будапешт  | Угорщина       | 6 – 2     | Нідерланди              | товариський матч         | 2    |                 |
| 21/09/1930 | Відень    | Австрія        | 2 – 3     | Угорщина                | товариський матч         | 2    |                 |
| 28/09/1930 | Дрезден   | Німеччина      | 5 – 3     | Угорщина                | товариський матч         | -    |                 |
| 22/03/1931 | Прага     | Чехословаччина | 3 – 3     | Угорщина                | Кубок Центральної Європи | -    |                 |
| 03/05/1931 | Відень    | Австрія        | 0 – 0     | Угорщина                | Кубок Центральної Європи | -    |                 |
| 21/05/1931 | Белград   | Югославія      | 3 – 2     | Угорщина                | товариський матч         | -    |                 |
| 20/09/1931 | Будапешт  | Угорщина       | 3 – 0     | Чехословаччина          | товариський матч         | 1    |                 |
| 04/10/1931 | Будапешт  | Угорщина       | 2 – 2     | Австрія                 | Кубок Центральної Європи | -    |                 |
| 08/11/1931 | Будапешт  | Угорщина       | 3 – 1     | Швеція                  | товариський матч         | -    |                 |
| 19/02/1932 | Каїр      | Єгипет         | 0 – 0     | Угорщина                | товариський матч         | -    |                 |
| 20/03/1932 | Прага     | Чехословаччина | 1 – 3     | Угорщина                | товариський матч         | 1    |                 |
| 24/04/1932 | Відень    | Австрія        | 8 – 2     | Угорщина                | товариський матч         | -    |                 |
| 08/05/1932 | Будапешт  | Угорщина       | 1 – 1     | Італія                  | Кубок Центральної Європи | -    |                 |
| 19/06/1932 | Берн      | Швейцарія      | 3 – 1     | Угорщина                | Кубок Центральної Європи | -    |                 |
| 02/10/1932 | Будапешт  | Угорщина       | 2 – 3     | Австрія                 | товариський матч         | -    |                 |
| 30/10/1932 | Будапешт  | Угорщина       | 2 – 1     | Німеччина               | товариський матч         | 1    |                 |
| 29/01/1933 | Лісабон   | Португалія     | 1 – 0     | Угорщина                | товариський матч         | -    |                 |
| 19/03/1933 | Будапешт  | Угорщина       | 2 – 0     | Чехословаччина          | товариський матч         | 1    |                 |
| 02/07/1933 | Стокгольм | Швеція         | 5 – 2     | Угорщина                | товариський матч         | -    | 40'             |
| 19/05/1935 | Коломб    | Франція        | 2 – 0     | Угорщина                | товариський матч         | -    | 30'             |
| 06/10/1935 | Відень    | Австрія        | 4 – 4     | Угорщина                | Кубок Центральної Європи | -    |                 |
| 24/11/1935 | Мілан     | Італія         | 2 – 2     | Угорщина                | Кубок Центральної Європи | -    |                 |
| 15/03/1936 | Будапешт  | Угорщина       | 3 – 2     | Німеччина               | товариський матч         | -    |                 |
| 03/05/1936 | Будапешт  | Угорщина       | 3 – 3     | Ірландія                | товариський матч         | -    |                 |
| 31/05/1936 | Будапешт  | Угорщина       | 1 – 2     | Італія                  | товариський матч         | 1    | Капітан команди |
| 06/12/1936 | Дублін    | Ірландія       | 2 – 3     | Угорщина                | товариський матч         | -    |                 |
| 09/05/1937 | Будапешт  | Угорщина       | 1 – 1     | Югославія               | товариський матч         | -    |                 |
| 23/05/1937 | Будапешт  | Угорщина       | 2 – 2     | Австрія                 | товариський матч         | -    |                 |
| 19/09/1937 | Будапешт  | Угорщина       | 8 – 3     | Чехословаччина          | Кубок Центральної Європи | -    |                 |
| 10/10/1937 | Відень    | Австрія        | 1 – 2     | Угорщина                | Кубок Центральної Європи | -    |                 |
| 14/11/1937 | Будапешт  | Угорщина       | 2 – 0     | Швейцарія               | Кубок Центральної Європи | -    |                 |
| 09/01/1938 | Лісабон   | Португалія     | 4 – 0     | Угорщина                | товариський матч         | -    | 46'             |
| 05/06/1938 | Реймс     | Угорщина       | 6 – 0     | Нідерландська Ост-Індія | ЧС 1938 - 1/8 фіналу     | -    |                 |
| 12/06/1938 | Лілль     | Швейцарія      | 0 – 2     | Угорщина                | ЧС 1938 - чвертьфінал    | -    |                 |
| 16/06/1938 | Париж     | Угорщина       | 5 – 1     | Швеція                  | ЧС 1938 - півфінал       | -    |                 |
| 07/12/1938 | Глазго    | Шотландія      | 3 – 1     | Угорщина                | товариський матч         | -    |                 |
| 26/02/1939 | Роттердам | Нідерланди     | 3 – 2     | Угорщина                | товариський матч         | -    |                 |
| 08/06/1939 | Будапешт  | Угорщина       | 1 – 3     | Італія                  | товариський матч         | -    |                 |
| 27/08/1939 | Варшава   | Польща         | 4 – 2     | Угорщина                | товариський матч         | -    | Капітан команди |
| Усього     |           | Матчів         | 48        |                         | Голів                    | 11   |                 |

## Титули і досягнення
- Срібний призер чемпіонату світу: 1938
- Володар Кубка Мітропи: 1928
- Чемпіон Угорщини:
  - «Ференцварош»: 1925-26, 1926–27, 1927–28, 1931–32
  - «Хунгарія»: 1935–36, 1936–37
- Срібний призер Чемпіонату Угорщини:
  - «Ференцварош»1924–25, 1928–29, 1929–30
  - «Хунгарія»: 1939–40
- Володар Кубка Угорщини:
  - «Ференцварош»: 1927, 1928, 1933
- Фіналіст Кубка Угорщини:
  - «Ференцварош»:1931, 1932
  - «Хунгарія»: 1935
- Найкращий футболіст Угорщини 1932